# Thomas Qvortrup
Thomas Qvortrup (født 1968) er en dansk forfatter og journalist .

## Baggrund og tidlig karriere
Han er født i Silkeborg, voksede op i landsbyen Tapdrup, 3 km øst for Viborg og bor i dag i København. Han er i familie med
- Henrik Qvortrup
- Mads Qvortrup
- Morten Nymand og
- Søren Espersen, DF.[1]

- Samfundssproglig student med et gennemsnit på 7,4 (1987).
- Ansat som bartender, annoncesælger, natportier og tennistræner.
- Rejste meget og boede og arbejdede i længere tid i henholdsvis USA, Grækenland og Frankrig.
- Journalist fra Danmarks Journalisthøjskole (1994-98)
- Ansat på Jyllands-Posten.
- Ansat på Danmarks Radio P3's morgenprogram Go' Morgen P3 (1998-2000).
- Ansat på Aktuelts Christiansborgsredaktion (2000-01). Avisen lukker.
- Redaktionssekretær på Berlingske Tidende.(2001-06)
- Vært på TV 2 Radios nyhedsmagasin Nyhedsministeriet.(2006-2008)[2]
- Vært på NOVA fms nyhedsmagasin. (2008-)

## Priser
- Årets nye forfatternavn 2002
- Det danske Kriminalakademis debutantpris for Tæt på paradis.